# Malorie Blackman
Oneta Malorie Blackman (Clapham, 8 febbraio 1962) è una scrittrice britannica.
Dal 2013 al 2015 ha sostenuto la posizione del "Children's Laureate". Si è specializzata nella scrittura di racconti per bambini e scenaggiature di drammi televisivi per giovani. Attraverso la fantascienza ha esplorato diverse questioni etiche e sociali. La sua fama è data principalmente dal romanzo Il bianco e il nero, nel quale - attraverso un'immaginaria distopia - esplora il razzismo tra i "Cross" (neri) e i "Nulli" (bianchi).

## Biografia
Malorie Blackman nasce a Clapham, Londra, l'8 febbraio 1962. Entrambi i genitori sono originari delle Isole Barbados. Durante gli studi matura il desiderio di diventare insegnante di inglese, ma la sua consapevolezza la porta a riconosce un talento di scrittrice. Si laurea presso l'Università di Greenwich, specializzandosi al National Film & Television School. School.
Negli anni novanta si sposa, e nel 1995 nasce la figlia. Malorie descrive se stessa: "Sono solo Malorie Blackman, una scrittrice nera". Il primo libro, intitolato Not So Stupid, è una collezione di Letteratura dell'orrore per giovani adulti, pubblicato nel Novembre del 1990. Da allora ha scritto più di sessanta libri per bambini, tra cui romanzi e raccolte di racconti, ma anche sceneggiature televisive e uno spettacolo teatrale.
Grazie al suo impegno vince più di quindici premi letterari . Tra le sceneggiature televisive troviamo episodi del programma per bambini Byker Grove e gli adattamenti televisivi dei suoi romanzi Whizziwig e Pig-Heart Boy. I suoi libri sono stati tradotti in più di quindici lingue, tra le quali spagnolo, gallese, francese, giapponese, tedesco e cinese.
Il suo libro più premiato è Il bianco e il nero (Noughts & Crosses), che attraverso una distopia immaginaria racconta una storia dove i neri (Cross) predominano sui bianchi (Nulli). In un'intervista concessa nel 2007 alla BBC, ha detto : "Il tris è un gioco che non si gioca più dopo l'infanzia, perché non vince più nessuno..." In un'intervista con The Times, ha affermato che prima di scrivere Il bianco e il nero, il personaggio etnico non era mai stato concepito come protagonista. Inoltre, "Voglio mostrare ai bambini di colore che è possibile diventare padroni della loro vita, risolvendo i loro drammi, così come fanno i personaggi di tutti i libri che ho letto da bambina." Con questo libro, la Blackman, senza giri di parole, desiderava rendere consapevoli i giovani neri che era possibile emanciparsi del razzismo. . Nel romanzo ha utilizzato come metafora un cerotto, sapendo che erano stati progettati per essere meno visibili solo per le persone di carnagione chiara. L'intervistatrice del settimanale "The Times", Amanda Craig, ha ipotizzato il motivo per cui "Il bianco e il nero" non fosse stato per molto tempo pubblicato negli Stati Uniti : "Anche se fosse di interesse notevole, è un libro che potrebbe incitare qualcuno a diventare terrorista". "Il bianco e il nero" è comunque  disponibile negli Stati Uniti d'America sotto il titolo di "Black & White" (Simon & Schuster Publishers, 2005).
Nel 2003, in un sondaggio condotto dalla BBC, Il bianco e il nero raggiunge la 61ª posizione nella lista del Big Read. Il libro precedeva persino Racconto di due città di Charles Dickens e Il signore delle mosche di William Golding.
Nel corso del Birthday Honours 2008, viene nominata ufficiale dell'Ordine dell'Impero britannico (OIB).
Nel giugno 2013, è nominata "Children's Laureate" dopo Julia Donaldson.
Nel mese di agosto 2014, è uno tra i 200 personaggi pubblici firmatari di una lettera al The Guardian per l'indipendenza scozzese.
Malorie Blackman vive nel Kent, con il Neil e la figlia. Nel suo tempo libero ama suonare il pianoforte, giocare ai videogiochi e scrivere poesie. È il soggetto di una biografia per bambini di Verna Wilkins. A marzo 2014 raggiunge altri autori importanti a supporto della campagna del "Let Books Be Books", un'iniziativa che considera un fatto culturalmente sbagliato etichettare certi libri con la dicitura, "per ragazzi" o "per ragazze".

## Opere

### Romanzi per giovani
- Not So Stupid!: Incredible Short Stories, The Women's Press, 1990, ISBN 0-7043-4924-8
- Trust Me, Livewire, 1992, ISBN 0-7043-4931-0. Corgi Children's, 2013, ISBN 0-552-56847-3
- Words Last Forever, Mammoth, 1998, ISBN 0-7497-2983-X
- Il bianco e il nero: 
  - (Noughts & Crosses),[12] Doubleday, 2001, ISBN 0-385-60008-9
  - Occhio per occhio,[13] Corgi Children's, 2003, ISBN 0-552-54925-8
  - Knife Edge, Doubleday, 2004, ISBN 0-385-60527-7
  - Checkmate, Doubleday, 2005, ISBN 0-385-60773-3
  - Double Cross, Doubleday, 6 Novembre 2008
- The Stuff of Nightmares, Doubleday, 2007, ISBN 0-385-61043-2
- Boys Don't Cry, Doubleday Children's, 2010. Corgi Children's, 2011, ISBN 0-552-54862-6
- Unheard Voices: An Anthology of Stories and Poems to Commemorate the Bicentenary Anniversary of the Abolition of the Slave Trade, ed. Malorie Blackman, Corgi Children's, 2007, ISBN 0-552-55600-9
- Noble Conflict, Doubleday Children's, 2013, ISBN 0-385-61042-4
- Doctor Who: The Ripple Effect, 2013.

### Spettacoli
- The Amazing Birthday
- Il bianco e il nero

### Sceneggiature radiofoniche
- Il bianco e il nero

### Cinema
- Il bianco e il nero

## Onorificenze e premi

### Opere
- 1997, Excelle/Write Thing Children's Author of the Year Award.[5]
- 2005, Children's Book Circle's Eleanor Farjeon Award.[6]
- 2013, The Kitschies Black Tentacle per "il risultato eccezionale nel promuovere ed elevare la conversazione intorno alla letteratura di genere "[14]

### Romanzi

#### PerHacker(1995)
- 1994, W.H. Smith Mind Boggling Book of the Year Award.[5]
- 1994, Young Telegraph/Gimme 5 Children's Book of the Year Award.[5]
- 1995, Birmingham/TSB Children's Book Award (shortlist).[6]

#### PerThief!(1996)
- 1996, Young Telegraph/Fully Booked Children's Book of the Year Award.[5]

#### PerA.N.T.I.D.O.T.E(1997)
- 1997, Stockport Children's Book of the Year Award (Key Stage 3 category).[5]
- 1997, Stockton-on-Tees Children's Book Award (shortlisted).[6]
- 1998, Sheffield Children's Book Award (highly commended).[6]
- 2001, Stockport Schools Book Award (shortlist).[6]

#### PerPig-Heart Boy(1997)
- 1998, Carnegie Medal (shortlist).[5]
- 1998, UKRA Award.[5]
- 1999, Lancashire Children's Book of the Year (shortlist).[6]
- 1999, Wirral Paperback of the Year Award.[5][6]

#### PerTell Me No Lies(1999)
- 1999, Stockport Children's Book Award (shortlisted) (Key Stage 4 category).[5][6]

#### PerDead Gorgeous(2002)
- 2003, Calderdale Book of the Year (shortlist).[6]
- 2003, Salford Children's Book Award (shortlist).[6]

#### PerIl bianco e il nero
- 2002, Lancashire Children's Book of the Year.[5][6]
- 2002, Red House Children's Book Award.[5][6]
- 2002, Sheffield Children's Book Award.[5][6]
- 2003, Wirral Paperback of the Year Award.[5][6]
- 2004, Fantastic Fiction Award.[5]
- 2005, Berkshire Book Award (shortlist).[6]
- 2005, Lancashire Children's Book of the Year (shortlist).[6]
- 2005, Redbridge Teenage Book Award (shortlist).[6]
- 2006, Lancashire Children's Book of the Year (shortlist).[6]
- 2006, Staffordshire Young People's Book of the Year.[6]

#### PerCloud Busting(2004)
- 2004, Nestlé Smarties Book Prize (Silver Award) (6–8 years category).[5]
- 2005, Redbridge Children's Book Award (shortlist).[6]
- 2005, Stockport Schools Book Award (shortlisted).[6]
- 2006, Nottingham Children's Book Award (shortlist) (10–11 years category).[6]
- 2006, West Sussex Children's Book Award (shortlist).[6]

### Adattamenti televisivi

#### PerPig-Heart Boy
- 2000, BAFTA Best Drama.[5][6]
- 2000, Race and Media Best Drama Award.[5]
- 2000, Royal Television Society Award (Children's Drama category).[5]
- 2001, Chicago TV Festival (shortlist).[5]
- 2001, Prix Danube Children's Jury Prize.[5]